# Pablo Urrizelki
Pablo Urrizelki Martínez, llamado Urrizelki (nacido en Estella, Navarra el 20 de enero de 1985), fue un jugador español de pelota vasca en la modalidad de mano.
Saltó a profesional tras proclamarse campeón navarro y campeón del mundo de parejas en 2004 y campeón de España de Federaciones individual en 2005. 
Participó como actor en el largometraje y miniserie Kutsidazu bidea, Ixabel (2006), en el que interpretaba a un joven pelotari.
Tras varios años como profesional, se vio forzado a pasar en octubre de 2010 por el quirófano para acabar con el mal de manos que lastraba su rendimiento desde hace tiempo. Sin embargo no ha conseguido recuperarse lo que le ha obligado a retirarse prematuramente de la cancha y actualmente trabaja como pastor de ovejas y elaborando queso.